# Списки экзопланетных систем
Ещё со времён введения Коперником гелиоцентрической системы астрономы начали догадываться о возможности существования планет у других звёзд, но из-за несовершенства астрономических инструментов говорить об открытии экзопланет в то время не приходилось. Первые попытки обнаружения экзопланет были предприняты в 1916 году и были связаны с наблюдением за близкими звёздами. Предполагалось, что обнаружить влияние планеты на такие звёзды, вследствие их близости к нам, будет возможным.
В конце 80-х годов XX столетия уже многие группы астрономов по всему миру начали крупномасштабный поиск экзопланет, проводя систематические измерения скоростей ближайших к Солнцу звёзд. И, наконец, в 1989 году Д. Латамом была обнаружена первая сверхмассивная экзопланета — коричневый карлик, вращающаяся вокруг звезды HD 114762. Однако её планетный статус был подтверждён только в 1999 году. А первые «нормальные» экзопланеты были зарегистрированы у нейтронной звезды PSR 1257+12, их открыл астроном Александр Вольщан в 1991 году. Эти планеты были признаны вторичными, возникшими уже после взрыва сверхновой. В 1995 году астрономы Мишель Майор и Дидье Келос с помощью сверхточного спектрометра обнаружили покачивание звезды 51 Пегаса с периодом 4,23 сут. Планета, вызывающая покачивания, напоминает Юпитер, но находящийся в непосредственной близости от светила. После этого открытия экзопланет начали совершаться со всё возрастающими темпами. На 7 июля 2014 года достоверно подтверждено существование 1807 экзопланет в 1123 планетных системах, из которых в 465 имеется более одной планеты. И их число постепенно растёт.

## Списки экзопланет
| Метод Доплера Транзитный метод | Прямое наблюдение Гравитационное микролинзирование | Метод периодических пульсаций Астрометрия |

Рост количества открытых экзопланет с 1989 по 26 февраля 2014 года; с цветами указан метод обнаружения:
Метод Доплера
Транзитный метод
Прямое наблюдение
Гравитационное микролинзирование
Метод периодических пульсаций
Астрометрия

Ниже приводятся ссылки на списки экзопланет:
по способам открытия:
- Список экзопланет, открытых методом Доплера
- Список экзопланет, открытых транзитным методом
- Список экзопланет, открытых методом гравитационного микролинзирования
- Список экзопланет, открытых методом прямого наблюдения
- Список экзопланет, открытых по периодическим пульсациям

Планетные системы с более чем одной планетой:
- Список кратных планетных систем

по годам открытия:
- Список первых экзопланет
- Список экзопланет, открытых в 2007 году
- Список экзопланет, открытых в 2008 году
- Список экзопланет, открытых в 2009 году
- Список экзопланет, открытых в 2010 году (109)
- Список экзопланет, открытых в 2011 году (179)
- Список экзопланет, открытых в 2012 году (149)
- Список экзопланет, открытых в 2013 году (151)
- Список экзопланет, открытых в 2014 году (878)
- Список экзопланет, открытых в 2015 году (151)
- Список экзопланет, открытых в 2016 году (1513)
- Список экзопланет, открытых в 2017 году (158)
- Список экзопланет, открытых в 2018 году (306)
- Список экзопланет, открытых в 2019 году[англ.] (171)
- Список экзопланет, открытых в 2020 году[англ.] (264)
- Список экзопланет, открытых в 2021 году[англ.] (242)
- Список экзопланет, открытых в 2022 году[англ.] (314)
- Список экзопланет, открытых в 2023 году[англ.]

по расстоянию от звезды:
- Список экзопланет в обитаемой зоне

по характеристикам экзопланет:
- Список рекордных экзопланет
- Список потенциально жизнепригодных экзопланет
- Список ближайших экзопланет земного типа